# 田中傳左衛門
田中 傳左衞門（たなか でんざえもん、新字体：伝左衛門）は、歌舞伎の長唄囃子方の名跡・田中流宗家家元。

## 三代目
（生年不詳 - 享和元年10月16日（1801年11月21日））
西村彌平治の弟子とも子孫ともいわれる。初名を田中源助、後に田中佐太郎を経て1760年に三代目傳左衛門を襲名。
長男が四代目で、次男が九代目杵屋六左衛門。

## 四代目
（生年不詳 - 天保元年12月22日（1831年2月4日））
三代目の長男。初名は与市、1775年に二代目佐太郎、1799年に四代目傳左衛門を襲名。1823年に実子に傳左衛門を譲り自らは俳名の凉至を名乗る。

## 五代目
（生年不詳 - 天保11年10月27日（1840年11月20日））
四代目の子。二代目源助が三代目佐太郎を経て1823年に五代目傳左衛門を襲名。

## 六代目
（生年不詳 - 嘉永6年8月10日（1853年9月12日））
五代目の門弟だといわれる。五代目と血縁関係は不明。最初は長吉。三代目源助、四代目佐太郎を経て1842年、43年頃に六代目傳左衛門を襲名。
江戸後期から幕末の貴重な史料･手記『芝居囃子日記』を執筆した。

## 七代目
（生年不詳 - 万延元年7月20日（1860年9月5日））
六代目との血縁関係は不明。五代目佐太郎が1853年に七代目傳左衛門を襲名。八代目が長男、九代目が次男。

## 八代目
（生没年不詳）
七代目の長男、弟に九代目。四代目源助、六代目佐太郎を経て1867年に八代目傳左衛門を襲名。明治初年頃に病死。

## 九代目
（生年不詳 - 1909年11月11日）
七代目の次男で兄に八代目。五代目源助、七代目佐太郎を経て九代目傳左衛門を襲名。歌舞伎座の座付きだったが1895年に金沢に転移し同地で没。

## 十代目
（1880年2月2日 - 1955年2月22日）本名は赤田礼三郎。
東京生まれ、父は落語家三遊亭圓朝門下の二代目三遊亭金朝で兄に三代目金朝がいる。
1892年に九代目に入門し六代目源助を名乗って歌舞伎座で初舞台。その後初代柏扇吉の名で五代目尾上菊五郎の弟子分になった。1911年に帝国劇場の専属になり十代目傳左衛門を襲名。昭和に入って長らく初代中村吉右衛門の一座の鳴物主任を勤め。1943年に初代田中凉月と改名。1954年に引退をした。長男が二代目凉月、次男が十一代目傳左衛門。

## 十一代目
（1907年7月17日 - 1997年3月16日）本名は奥瀬孝。
東京本郷の生まれ、叔母は杵屋勘代、父が十代目傳左衛門。物心ついた頃から叔母に長唄を習う。6歳の1912年に父の元に入門、1915年に帝国劇場で初出演。1920年に八代目佐太郎と改名。1925年には同劇場の専属となる。この頃から能楽の囃子方にも修行の場を求め1932年に大倉流十三代目家元の大倉六蔵の弟子になる。1946年に十一代目傳左衛門を襲名。古典の復活や能楽との融合など新しいことにも挑戦、囃子方の研究にも力を注いだ。
著書に『囃子とともに』『囃子十一世田中伝左衛門聞書』などがある。
1970年紫綬褒章、1974年モービル音楽賞 邦楽部門、1975年演劇功労者、1978年重要無形文化財保持者。
歌舞伎囃子協会初代会長、長唄協会相談役、伝統歌舞伎保存会理事等を歴任。
三女は九代目田中佐太郎、三女の夫は能楽師葛野流大鼓方の亀井忠雄（人間国宝）、孫は十三代目傳左衛門。

## 十三代目
（1976年3月2日 - ）本名は亀井孝之。
東京都新宿区生まれ。父は能楽師葛野流大鼓方の亀井忠雄。母は九代目田中佐太郎。兄は能楽師葛野流大鼓方の亀井広忠。弟は歌舞伎囃子方の田中傳次郎。妻は女優で元宝塚歌劇団雪組娘役の愛耀子（作家野坂昭如の次女）。
- 1992年、七代目田中源助を襲名。
- 2004年、十三代目傳左衛門を襲名。
- 2005年、第26回松尾芸能賞新人賞を受賞。